# سیارک ۱۳۹۱۷
سیارک ۱۳۹۱۷ (به انگلیسی: 13917 Correggia، نامگذاری:1984EQ) سیزده هزار و نهصد و هفدهمین سیارک کشف شده‌است که در ۶ مارس ۱۹۸۴ کشف شد و تناوب مداری آن ۱۹۶۹.۳۱۸۶۷۱۵ است.